# Пересс, Морис
Морис Пересс (англ. Maurice Peress; 18 марта 1930, Нью-Йорк — 31 декабря 2017, Нью-Йорк) — американский дирижёр.
Учился в Нью-Йоркском университете и Маннес-колледже. Трубач по первой музыкальной специальности, ученик Джерома Кнудде и Харольда Фрейстадта. Дирижирование изучал под руководством Карла Бамбергера и Филипа Джеймса.
Начал профессиональную музыкальную карьеру на Бродвее как трубач и аранжировщик, армейскую службу прошёл в духовом оркестре. Много занимался джазовыми обработками академической музыки, включая барочную и ренессансную. В 1961 году неожиданно был приглашён Леонардом Бернстайном на место ассистента дирижёра в Нью-Йоркском филармоническом оркестре и в дальнейшем много лет сотрудничал с Бернстайном, в 1971 году дирижировал мировой премьерой его мессы в Кеннеди-центре.
В 1962—1974 гг. главный дирижёр Симфонического оркестра Корпус-Кристи. Одновременно в 1965 году дирижировал летними концертами в нью-йоркском Центральном парке, в 1970—1972 гг. возглавлял также Остинский симфонический оркестр. В 1974—1980 гг. главный дирижёр Филармонического оркестра Канзас-Сити; во главе оркестра в 1977 году дал два концерта в нью-йоркском Карнеги-холле, где представил, с одной стороны, нью-йоркскую премьеру фортепианного концерта Джона Корильяно (солист Малколм Фрейджер), а с другой — аранжировку сюиты Дюка Эллингтона Black, Brown and Beige для симфонического оркестра. В дальнейшем на протяжении многих лет работал с музыкальным наследием Эллингтона, оркестровал многие его сочинения. Как приглашённый дирижёр много работал в США и по всему миру, в том числе в 1996—1997 и 2003—2005 гг. предпринял несколько протяжённых гастрольных турне по Китаю. В 1972 году дирижировал американской премьерой оперы Готфрида фон Айнема «Визит старой дамы» в Опере Сан-Франциско. В 1989 году в Карнеги-холле провёл цикл концертов, воспроизводящий программы исторических музыкальных событий в этом зале: первого афроамериканского концерта в Карнеги-холле (1912, оркестр Джеймса Риза Юропа), концерта Джорджа Антейла (1927) и первого концерта Эллингтона с его оркестром (1943). В 2014 году таким же образом повторил, в ознаменование его 90-летия, концерт в Эолиан-холле с премьерой «Рапсодии в стиле блюз» Джорджа Гершвина.
С 1984 года и до конца жизни преподавал в Квинс-колледже Городского университета Нью-Йорка, открыл в колледже обучение дирижёров, руководил студенческим оркестром.
Автор книги «От Дворжака до Дюка Эллингтона: Дирижёр исследует музыку Америки и её афроамериканские корни» (англ. Dvorak to Duke Ellington: A Conductor Explores America's Music and Its African American Roots; 2004). В этом исследовании, с одной стороны, восстанавливается преемственность музыкальной традиции США от работавшего здесь в конце XIX века и оказавшего значительное влияние Дворжака до Эллингтона. С другой стороны, Пересс видит в творчестве Дворжака американского периода определённые следы афроамериканского влияния (в частности, одна из «Юморесок» опирается на мотив из Мориса Арнолда). Выпустил также мемуары «Эксцентричный маэстро» (англ. Maverick Maestro; 2015).
Умер от лейкемии.